# Jezioro Warnickie
Jezioro Warnickie – jezioro w Polsce, położone w województwie zachodniopomorskim, na Równinie Gorzowskiej, na południe od wsi Warnice. Otoczone kompleksem leśnym, stanowi korytarz ekologiczny do Jeziora Ostrowieckiego. Ostoja i trasa wędrówki żółwia błotnego. Znajdują się tu takie gatunki orintofauny jak: perkoz dwuczuby, gęś gęgawa, gęś głowienka. Długość linii brzegowej 4 500 m.